# آلف هانسون
آلف هانسون (انگلیسی: Alf Hanson؛ ۲۷ ژوئیه ۱۹۱۲ – October 1993 (age 81)) بازیکن فوتبال اهل انگلستان بود.
از باشگاه‌هایی که در آن بازی کرده‌است می‌توان به باشگاه فوتبال گلاستر سیتی، باشگاه فوتبال لیورپول، باشگاه فوتبال چلسی، و باشگاه فوتبال منچستر سیتی اشاره کرد.